# Itaewon Class
Itaewon Class (hangul: 이태원 클라쓰; rr: Itaewon Keullasseu) é uma série de televisão sul-coreana exibida pela JTBC de 31 de janeiro a 21 de março de 2020, estrelada por Park Seo-joon, Kim Da-mi, Yoo Jae-myung e Kwon Nara Baseado no webtoon da Daum de mesmo nome, é a primeira série a ser produzida pela empresa de distribuição de filmes Showbox. A série está sendo transmitida em todo o mundo na Netflix.
O episódio final da série registrou uma participação de audiência nacional de 16,548%, tornando-a a terceira maior audiência da JTBC e o sétimo drama de maior audiência da história da televisão por assinatura sul-coreana.

## Enredo
A classe Itaewon conta a história do ex-presidiário Park Sae-ro-yi (Park Seo-joon) cuja vida foi virada de cabeça para baixo depois que ele é expulso da escola por dar um soco em um valentão e seu pai é morto em um acidente. Seguindo os passos de seu pai, ele abre seu bar-restaurante DanBam (Sweet Night) em Itaewon. Juntamente com seu gerente, Jo Yi-seo (Kim Da-mi) e sua equipe, ele se esforça para alcançar o sucesso e alcançar maiores alturas enquanto luta contra um conglomerado de alimentos.

## Elenco

### Elenco principal
- Park Seo-joon como Park Sae-ro-yi[7]

Proprietário do DanBam, um bar-restaurante em Itaewon. Em sua juventude, Sae-ro-yi é expulso por dar um soco no filho do CEO Jang, Geun-won, que estava intimidando um colega de classe, e fica enlutado quando seu pai é morto pela condução imprudente de Geun-won. Irritado com a perda, ele ataca Geun-won, levando a três anos de prisão. Seguindo os passos de seu pai, Sae-ro-yi abre seu bar-restaurante DanBam em Itaewon, sete anos depois de ser libertado da prisão, com o objetivo de expandi-lo para uma franquia e derrotar a empresa de alimentos Jang's Group Jangga Group.
- Kim Da-mi como Jo Yi-seo[8]

Gerente do DanBam do bar-restaurante de Sae-ro-yi. Yi-seo é uma garota talentosa e inteligente, com um QI de 162. Ela se mudou de Nova York para continuar seus estudos na Coréia do Sul. Ela também é famosa nas mídias sociais como uma poderosa blogueira e celebridade na internet. Tendo uma queda por Sae-ro-yi, ela se oferece para se tornar gerente da DanBam.
- Yoo Jae-myung como Jang Dae-hee[9]

Diretor executivo da empresa de alimentos Jangga Group. O diretor executivo Jang é um homem que, apesar das probabilidades, consegue transformar seu bar que antes era pequeno em uma grande empresa de franquia. Em seus anos de experiência na liderança de Jangga, ele desenvolve uma forte crença no poder e na autoridade como meio para atingir seus objetivos. Ele se envolve com Sae-ro-yi quando este briga com seu filho Geun-won no ensino médio.
- Kwon Nara como Oh Soo-ah[10]

Chefe da equipe de planejamento estratégico do Grupo Jangga; Ex-colega de classe de Sae-ro-yi e primeiro amor. Abandonada por sua mãe, Soo-ah cresceu em um orfanato e se aproximou do pai de Sae-ro-yi, Sung-yeol. Ela se familiariza com Sae-ro-yi, que tem uma queda por ela. Após o acidente de carro, ela recebe uma oferta de bolsa do Jangga Group e logo se torna funcionária da empresa. Embora apaixonada por seu trabalho, ela está dividida entre sua lealdade a Jangga e seu amor por Sae-ro-yi.

### Elenco de apoio

#### Funcionários da DanBam
- Kim Dong-hee como Jang Geun-soo[11]

Segundo filho ilegítimo do CEO Jang; Colega de Yi-seo e membro da equipe da DanBam. Geun-soo foi intimidado por seu irmão mais velho, Geun-won, e nunca se sentiu amado por sua mãe e CEO Jang. Ao completar 17 anos, ele deixou a família Jang e viveu sozinho a partir de então. Depois de incomodar DanBam em um incidente, ele decide trabalhar para Sae-ro-yi, a quem considera um "adulto de verdade". Ele tem uma queda por Yi-seo.
- Ryu Kyung-soo como Choi Seung-kwon[12]

Funcionário da DanBam. Seung-kwon era companheiro de cela de Sae-ro-yi na prisão.
Ele pensou que não poderia melhorar sua vida fora da prisão e, após sua libertação, tornou-se um gangster sob um líder de gangue que também dividia a mesma cela com ele e Sae-ro-yi. Sete anos depois, ele conhece Sae-ro-yi que, para sua surpresa, já havia aberto um bar em Itaewon. Respeitando profundamente Sae-ro-yi e sua maneira de viver uma vida melhor, ele desiste de ser um gangster e começa a trabalhar na DanBam.
- Lee Joo-young como Ma Hyeon-yi[13]

Cozinheira chefe da DanBam. Hyun-yi conheceu Sae-ro-yi em uma fábrica onde os dois trabalhavam anteriormente, anos antes do início do DanBam.
Ela foi contratada como cozinheira de DanBam quando Sae-ro-yi gostou da comida que ela cozinhou para ele naquela época. Hyun-yi é uma mulher transgênero e está economizando dinheiro para sua cirurgia de redesignação sexual.
- Chris Lyon como Kim To-ni[14]

Temporizador guineense-coreano do DamBam. Embora ele não possa falar e entender inglês, To-ni é fluente em falar coreano, devido ao pai coreano e sua residência de um ano na Coreia do Sul e francês, o idioma que ele fala na Guiné.

#### Grupo Jangga
- Ahn Bo-hyun como Jang Geun-won[15]

Primeiro filho do diretor executivo Jang e herdeiro do Grupo Jangga. Geun-won era colega de classe de Sae-ro-yi e Soo-ah no ensino médio, que frequentemente intimida seu colega de classe Ho-jin. Ele causou o acidente veicular que matou o pai de Sae-ro-yi, Sung-yeol.
- Kim Hye-eun como Kang Min-jung[16]

Diretor executivo do grupo Jangga.
- Hong Seo-joon como Senhor Kim[17]

O braço direito de Jang Dae-hee. Ele é muito fiel ao seu chefe.
- Yoo Da-mi como Kim Sun-ae[18]

A secretária de Jang Dae-hee e o espião de Kang Min-jung.

### Aparições especiais
- Solbin como colega de classe de Sae-ro-yi (Ep. 1)[19]

Uma estudante que tem uma queda por Sae-ro-yi e eventualmente confessa seu amor, mas é rejeitada.
- Son Hyun-joo como Park Sung-yeol (Ep. 1-2 e 15)[20]

O pai de Sae-ro-yi e ex-funcionário do Grupo Jangga. Ele ensinou Sae-ro-yi a manter suas crenças e lutar pelo que é certo. Ele renuncia a Jangga em defesa da ação de Sae-ro-yi de impedir o bullying de Geun-won. Ele morre em um acidente causado por Geun-won.
- Hong Seok-cheon como ele mesmo (Ep. 2, 4, 9 e 16)[21]

Conhecido de Soo-ah. Ele trabalha em um bar que Sae-ro-yi visita duas vezes (anos antes e depois de abrir o DanBam). Eles se reencontram depois que Sae-ro-yi muda a localização de seu bar.
- Yoon Park como Kim Sung-hyun (Ep. 3)[22]

O amigo mais velho de Geun-soo que vai para DanBam com Geun-soo e Yi-seo, onde os dois são pegos por beber menores de idade.
- Cha Chung-hwa como esposa do chefe de departamento (Ep. 3)[23]

Mãe de uma estudante agressiva, Bok-hee, cujo comportamento foi exposto online por Yi-seo.
- Im Soeun como amigo de Bok-hee (Ep. 5)[24]

Ela tentou agredir Yi-seo com Bok-hee e sua outra amiga quando se conheceram meses depois de se formar no ensino médio.
- Jung Yoo-min como data de Geun-won (Ep. 6)[25]

A filha do diretor executivo de uma empresa farmacêutica. O encontro às cegas foi marcado pelo pai de Geun-won.
- Seo Eun-soo como candidato a emprego em período parcial (Ep. 6)[26]

Conhecido de Sae-ro-yi. Ela se candidatou ao cargo que acabou sendo oferecido a Kim To-ni. Yi-seo decidiu não contratá-la porque estava com ciúmes de seu relacionamento próximo com Sae-ro-yi.
- Kim Il-joong como ele mesmo (Ep. 11 e 13)[27]

Apresentador do programa de culinária The Best Pub.
- Jeon No-min como Do Joong-myung (Ep. 11-12)[28]

Diretor executivo da empresa de investimentos Jungmyung Holdings. Ele oferece Sae-ro-yi à franquia DanBam.
- Lee Jun-hyeok como Park Joon-gi (Ep. 11–13)[29]

Um concorrente no The Best Pub. Ele representa o Grupo Jangga como cozinheiro chefe e fica em segundo lugar durante a final.
- Park Bo-gum (Ep. 16)[30]

Após uma entrevista de emprego, ele se torna o novo cozinheiro do restaurante de Soo-ah, no qual Hong Seok-cheon investiu.

## Produção
A primeira leitura do roteiro ocorreu em agosto de 2019 no JTBC Building em Sangam-dong, Seul, Coreia do Sul.

## Trilha sonora

### Parte 1
| Lançado em 31 de janeiro de 2020 |                             |                |         |  |
| N.º                              | Título                      | Artista        | Duração |  |
| 1.                               | "Still Fighting It"         | Lee Chan-sol   | 5:20    |  |
| 2.                               | "Still Fighting It" (Inst.) |                | 5:20    |  |
| Duração total:                   | Duração total:              | Duração total: | 10:40   |  |

### Parte 2
| Lançado em 1 de fevereiro de 2020 |                      |                |         |  |
| N.º                               | Título               | Artista        | Duração |  |
| 1.                                | "Start Over" (시작)  | Gaho           | 3:20    |  |
| 2.                                | "Start Over" (Inst.) |                | 3:20    |  |
| Duração total:                    | Duração total:       | Duração total: | 6:40    |  |

### Parte 3
| Lançado em 7 de fevereiro de 2020 |                    |                          |         |  |
| N.º                               | Título             | Artista                  | Duração |  |
| 1.                                | "Diamond" (돌덩이) | Ha Hyun-woo (Guckkasten) | 3:29    |  |
| 2.                                | "Diamond" (Inst.)  |                          | 3:29    |  |
| Duração total:                    | Duração total:     | Duração total:           | 6:58    |  |

### Parte 4
| Lançado em 8 de fevereiro de 2020 |                                  |                |         |  |
| N.º                               | Título                           | Artista        | Duração |  |
| 1.                                | "Our Souls at Night" (우리의 밤) | Sondia         | 4:44    |  |
| 2.                                | "Our Souls at Night" (Inst.)     |                | 4:44    |  |
| Duração total:                    | Duração total:                   | Duração total: | 9:28    |  |

### Parte 5
| Lançado em 14 de fevereiro de 2020 |                            |                    |         |  |
| N.º                                | Título                     | Artista            | Duração |  |
| 1.                                 | "You Make Me Back"         | Woosung (The Rose) | 3:15    |  |
| 2.                                 | "You Make Me Back" (Inst.) |                    | 3:15    |  |
| Duração total:                     | Duração total:             | Duração total:     | 6:30    |  |

### Parte 6
| Lançado em 15 de fevereiro de 2020 |                                   |                |         |  |
| N.º                                | Título                            | Artista        | Duração |  |
| 1.                                 | "Someday, The Boy" (그때 그 아인) | Kim Feel       | 4:48    |  |
| 2.                                 | "Someday, The Boy" (Inst.)        |                | 4:48    |  |
| Duração total:                     | Duração total:                    | Duração total: | 9:36    |  |

### Parte 7
| Lançado em 21 de fevereiro de 2020 |                                          |                |         |  |
| N.º                                | Título                                   | Artista        | Duração |  |
| 1.                                 | "Are We Just Friends?" (우린 친구뿐일까) | Sondia         | 3:48    |  |
| 2.                                 | "Maybe"                                  | Sondia         | 3:48    |  |
| 3.                                 | "Defence"                                |                | 1:22    |  |
| 4.                                 | "Are We Just Friends?" (Inst.)           |                | 3:48    |  |
| Duração total:                     | Duração total:                           | Duração total: | 12:46   |  |

### Parte 8
| Lançado em 22 de fevereiro de 2020 |                |                |         |  |
| N.º                                | Título         | Artista        | Duração |  |
| 1.                                 | "Say"          | Yoon Mi-rae    | 4:20    |  |
| 2.                                 | "Say" (Inst.)  |                | 4:20    |  |
| Duração total:                     | Duração total: | Duração total: | 8:40    |  |

### Parte 9
| Lançado em 29 de fevereiro de 2020 |                   |                |         |  |
| N.º                                | Título            | Artista        | Duração |  |
| 1.                                 | "With Us"         | Verivery       | 4:17    |  |
| 2.                                 | "With Us" (Inst.) |                | 4:17    |  |
| Duração total:                     | Duração total:    | Duração total: | 8:34    |  |

### Parte 10
| Lançado em 6 de março de 2020 |                    |                |         |  |
| N.º                           | Título             | Artista        | Duração |  |
| 1.                            | "No Break" (직진)  | The Vane       | 2:53    |  |
| 2.                            | "No Break" (Inst.) |                | 2:53    |  |
| Duração total:                | Duração total:     | Duração total: | 5:46    |  |

### Parte 11
| Lançado em 7 de março de 2020 |                        |                |         |  |
| N.º                           | Título                 | Artista        | Duração |  |
| 1.                            | "No Words" (어떤 말도) | Crush          | 4:31    |  |
| 2.                            | "No Words" (Inst.)     |                | 4:31    |  |
| Duração total:                | Duração total:         | Duração total: | 9:02    |  |

### Parte 12
| Lançado em 13 de março de 2020 |                       |                |         |  |
| N.º                            | Título                | Artista        | Duração |  |
| 1.                             | "Sweet Night"         | V (BTS)        | 3:34    |  |
| 2.                             | "Sweet Night" (Inst.) |                | 3:34    |  |
| Duração total:                 | Duração total:        | Duração total: | 7:08    |  |

### Parte 13
| Lançado em 14 de março de 2020 |                         |                |         |  |
| N.º                            | Título                  | Artista        | Duração |  |
| 1.                             | "Brand New Way"         | Damon          | 2:52    |  |
| 2.                             | "Brand New Way" (Inst.) |                | 2:52    |  |
| Duração total:                 | Duração total:          | Duração total: | 5:44    |  |

## Classificações
Na tabela abaixo, os números azuis representam as mais baixas classificações e os números vermelhos representam as classificações mais elevadas.
| Episódio | Data de transmissão original | Compartilhamento médio de público-alvo (AGB Nielsen) | Compartilhamento médio de público-alvo (AGB Nielsen) |
| Episódio | Data de transmissão original | Em todo o país                                       | Seul                                                 |
| -------- | ---------------------------- | ---------------------------------------------------- | ---------------------------------------------------- |
| 1        | 31 de janeiro de 2020        | 4.983%                                               | 5.283%                                               |
| 2        | 1 de fevereiro de 2020       | 5.330%                                               | 5.634%                                               |
| 3        | 7 de fevereiro de 2020       | 8.013%                                               | 8.253%                                               |
| 4        | 8 de fevereiro de 2020       | 9.382%                                               | 10.692%                                              |
| 5        | 14 de fevereiro de 2020      | 10.716%                                              | 11.986%                                              |
| 6        | 15 de fevereiro de 2020      | 11.608%                                              | 12.636%                                              |
| 7        | 21 de fevereiro de 2020      | 12.289%                                              | 13.215%                                              |
| 8        | 22 de fevereiro de 2020      | 12.562%                                              | 13.990%                                              |
| 9        | 28 de fevereiro de 2020      | 13.965%                                              | 14.903%                                              |
| 10       | 29 de fevereiro de 2020      | 14.760%                                              | 16.160%                                              |
| 11       | 6 de março de 2020           | 13.798%                                              | 15.496%                                              |
| 12       | 7 de março de 2020           | 13.398%                                              | 14.817%                                              |
| 13       | 13 de março de 2020          | 13.101%                                              | 14.344%                                              |
| 14       | 14 de março de 2020          | 14.197%                                              | 15.568%                                              |
| 15       | 20 de março de 2020          | 14.661%                                              | 16.012%                                              |
| 16       | 21 de março de 2020          | 16.548%                                              | 18.328%                                              |
| Média    | Média                        | 11.832%                                              | 12.957%                                              |

- Este drama foi transmitido por um canal de televisão por assinatura, que normalmente tem um público relativamente menor em comparação com as emissoras de televisão abertas (KBS, SBS, MBC e EBS).